# Guillaume I Loir
Pour les articles homonymes, voir Loir.
Guillaume I Loir est un orfèvre français né à Paris, actif au XVIIe siècle.

## Poinçon
- Lettres « G » et « L » de part et d'autre d'un lys, le tout sommé d'une fleur de lys couronnée entre deux grains de remède.

## Œuvres
- Tours, couvent Notre-Dame-de-l'Incarnation : Calice et patène, 1627, argent doré, repoussé, ciselé et fondu, décor rapporté fondu pour la base du pied et les angelots de la tige, 28,7 × 16,7 cm (calice), 19 cm (patène), 10,6 cm (coupe du calice). Iconographie : Cène sur le nœud du calice, Jésus présenté au peuple, Montée au Calvaire, sainte Véronique et Calvaire sur le pied du calice, Flagellation du Christ, Agonie du Christ, Dérision du Christ sur la fausse coupe du calice, Descente de Croix sur la patène, angelots et perles en ornementation. Poinçon du maître et lettre-date « G » couronné, exécuté en Ile-de-France, provient du couvent des carmélites du quai du Pont Neuf à Tours[1].